# شفیق رحیم
شفیق بن رحیم (به انگلیسی: Safiq bin Rahim) (جاوی: صفیق بن رحیم؛ زادهٔ ۵ ژوئیه ۱۹۸۷) یک فوتبالیست حرفه‌ای مالزیایی است که به عنوان هافبک برای باشگاه جوهر دارالتعظیم در سوپر لیگ مالزی بازی می‌کند. او از سال ۲۰۰۷ در تیم ملی مالزی حضور داشته است. شفیق در حد بسیار بالایی، به عنوان یکی از بهترین هافبک‌های مالزیایی در تمام دوران فوتبال این کشور شناخته می‌شود.
شفیق دارای سابقه بازی درتیم‌های سلانگور، کی‌ال پلاس، ملاکا یونایتد و جوهر دارالتعظیم است. هنگامی که تیم جوهر دارالتعظیم در مسابقات ای‌اف‌سی کاپ ۲۰۱۵ قهرمان شد او یکی از بازیکن‌های این تیم بود، همچنین وقتی که تیم سلانگور قهرمان سوپر لیگ مالزی ۲۰۱۰ شد او برای این تیم بازی می‌کرد.
از شفیق در تیم ملی مالزی هنگام سه تورنمنت با اهمیت: قهرمانی آسه‌آن ۲۰۰۷، قهرمانی آسه‌آن ۲۰۱۰ و قهرمانی آسه‌آن ۲۰۱۴ نام برده شده است. در مسابقات قهرمانی آسه‌آن ۲۰۱۰، او یکی از بازیکن‌های تیم زیر ۲۳ سال مالزی بود که عنوان قهرمانی را به دست آورد. او همچنین یکی از بازیکن‌های تیم بزرگسالان مالزی بود که عنوان قهرمانی آسه‌آن ۲۰۱۰ را کسب کرد.
شفیق، جایزه ملی فوتبال فدراسیون فوتبال مالزی را در بخش بهترین هافبک سال‌های ۲۰۱۱ و ۲۰۱۲، با رای مردم کسب کرد. او همچنین توسط سایت Goal.com به عنوان بهترین فوتبالیست مالزی در سال ۲۰۱۵ انتخاب شد. شفیق در سال‌های ۲۰۱۶ و ۲۰۱۷ توسط شبکه فاکس اسپرتس آسیا به عنوان بهترین فوتبالیست مالزی انتخاب شد. او همچنین تحت عنوان با ارزش‌ترین بازیکن جام ملت‌های آسیا ۲۰۱۵، جایزه کسب کرد.
از شفیق بین سال‌های ۲۰۰۶ تا ۲۰۱۶، در تیم منتخب سال مالزی ۱۰ مرتبه نام برده شده است. او بین سال‌های ۲۰۱۲ تا ۲۰۱۴، ۳ مرتبه در تیم منتخب آسه‌آن انتخاب شد.